# Listă de violoniști români
Aceasta este o listă de violoniști români:
- Avy Abramovici
- Ion Albeșteanu
- Dan Andrei Aldea
- Remus Azoiței [1][2]

- Ionel Banu
- Alexander Bălănescu
- Corina Belcea
- Jean Bobescu
- Constantin Bobescu (1899–1992)
- Lola Bobescu
- Cornel Bosoi
- Georges Boulanger
- Shony Alex Braun
- Ionel Budișteanu
- Nicolae Buică
- Teodor T. Burada (1839–1923)
- Laura Buruiană

- Eduard Caudella (1841–1924)
- Florea Cioacă
- Cristache Ciolac
- Alexandru Colfescu
- Petrea Crețul Șolcan
- Vladimir Cosma
- Varujan Cozighian [3][4]
- Ion Covaci [5]
- Grigore Cugler

- Benone Damian
- Robert Davidovici
- Grigoraș Dinicu (1889–1949)
- Ion Dinicu
- Ion Drăgoi
- Mircea Dumitrescu (violonist) [6]

- Constantin Eftimiu (cântăreț)
- Eleonora Enăchescu
- George Enescu (1881–1955)

- Alexandru Flechtenmacher (1823–1898)

- Sorana Gâtlan [7][8]
- Iosif Ghemant (Iojica) [9]
- Ștefan Gheorghiu (violonist)
- Aurel Gore

- Kató Havas
- Eduard Hübsch

- Modest Iftinchi
- Ioan Fernbach
- Ionel Dinicu
- Gore Ionescu
- Ilarion Ionescu-Galați

- Silvia Lăuneanu
- Sherban Lupu [10]

- Silvia Marcovici
- Marinică Botea
- Mihaela Martin
- Ion Matache
- Constantin Mirea
- Dan Moisescu
- Petrică Moțoi

- Mihai Neniță
- Florin Niculescu
- Ion Nămol
- Vasile Năsturică
- Constantin Nottara (1890–1951)

- Tudor Pană
- Ion Petre Stoican
- Anda Petrovici [11]
- Răzvan Popovici [12][13]
- Nicușor Predescu
- Victor Predescu
- Liviu Prunaru

- Arnold Rosé
- Ștefan Ruha
- Mihaela Runceanu

- Eugen Sârbu (n. 1950)
- Mariana Sîrbu
- Lya Stern
- Nicu Stănescu

- Alexandru Tomescu
- Nicolae Tudor [14]

- George Urziceanu

- Ilie Vincu
- Fănică Vișan
- Ion Voicu (1925–1997)
- Dan Claudiu Vornicelu